# Kostel svatého Jakuba Staršího (Lednice)
Kostel svatého Jakuba Staršího je novogotický farní kostel v obci Lednice, který sloužil jako zámecká kaple rodu Lichtenštejnů a je bezprostřední součástí zámku Lednice.

## Historie
Kamenný kostel zasvěcený apoštolu Jakubovi Většímu stál v Lednici už v 1. polovině 15. století, byl však zcela zničen husity v roce 1426. Obec byla následkem válek chudá a ještě koncem 15. století byla jak bez kostela, tak bez kněze.
V roce 1490 se obrátil Kryštof III. z Lichtenštejna na papeže Inocence VIII. (v úřadě 1484–1492) s prosbou, aby mohl lednický kostel s použitím materiálu ze starého kostela znovu vystavět. V roce 1495 byly stavební práce pozdně gotické svatyně dokončeny. Kostel stál na místě dnešního zámeckého skleníku a byl obklopen hřbitovem. V roce 1579 byl kostel opraven, rozšířen a nově vyzdoben. V letech 1554–1600 byl v držení českých bratří, které podporoval Hartman z Lichtenštejna. V roce 1600 za Karla I. z Lichtenštejna (1569–1627) se stal opět katolickým a katolická církev ho využívala až do zboření. V roce 1616 byl pořízen zvon, který byl ulit ve Znojmě a dosud je zavěšen ve věži. V roce 1679 byl v kostele umístěn nový hlavní oltář.
V roce 1731 chtěli Lichtenštejnové rozšířit zámek i park. Kostel, který už tehdy nebyl v dobrém stavu, jim stál v cestě. Byl proto zbořen a hřbitov zrušen. U zámku byl postaven kostel nový a začal se využívat od roku 1742. Obraz svatého Jakuba na cestě se sedmi poutníky objednal František Josef I. z Lichtenštejna na hlavní oltář kolem roku 1761, namaloval jej Fridrich August Brand (1735–1806).
Náhrobní kameny z původního kostela byly zazděny do stěn nového kostela.

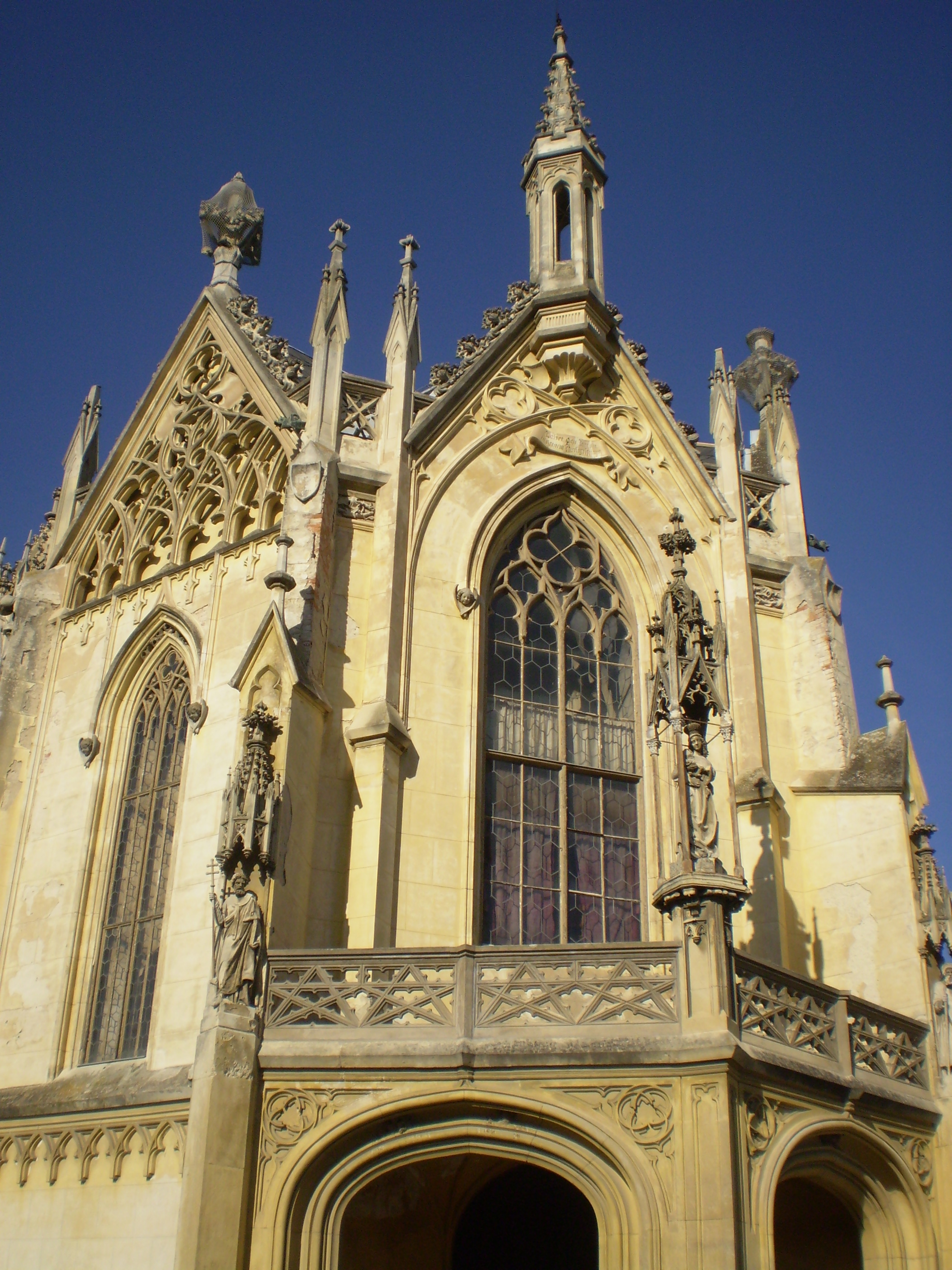
Portikus nad vchodem do zámecké kaple, stav před restaurováním

V polovině 19. století byl zámek i jeho kaple (kostel) za Aloise II. Josefa z Lichtenštejna (1796–1858) přestavěny podle plánů architekta Jiřího (Georga) Wingelmüllera (1810–1848) v novogotickém (windsorském) stylu do dnešní podoby. Kostel byl vysvěcen 5. října 1858 šestým brněnským biskupem Antonínem Schaffgotschem (v úřadě 1842–1870).

## Exteriéry
Novogotický styl kostela koresponduje s výzdobou zámku. Jednolodní patrová stavba je orientovaná, podélná s trojbokým závěrem. Má křestní kapli, dvoupatrovou galerii a panskou oratoř. Stěny jsou členěny opěráky s fiálami, bohatě vyzdobeny chrliči, kružbami a dalšími prvky.
Na jižním průčelí je nad portálem balkónový portikus se sochami Panny Marie s dítětem (uprostřed), sv. Jakuba Staršího nebo Františka z Pauly (vpravo) a sv. Metoděje (vlevo), vytesal je Franz Högler. V ose nad oknem je německý nápis Lobet den Herrn in seinem Heiligthum.

## Vnitřní výzdoba

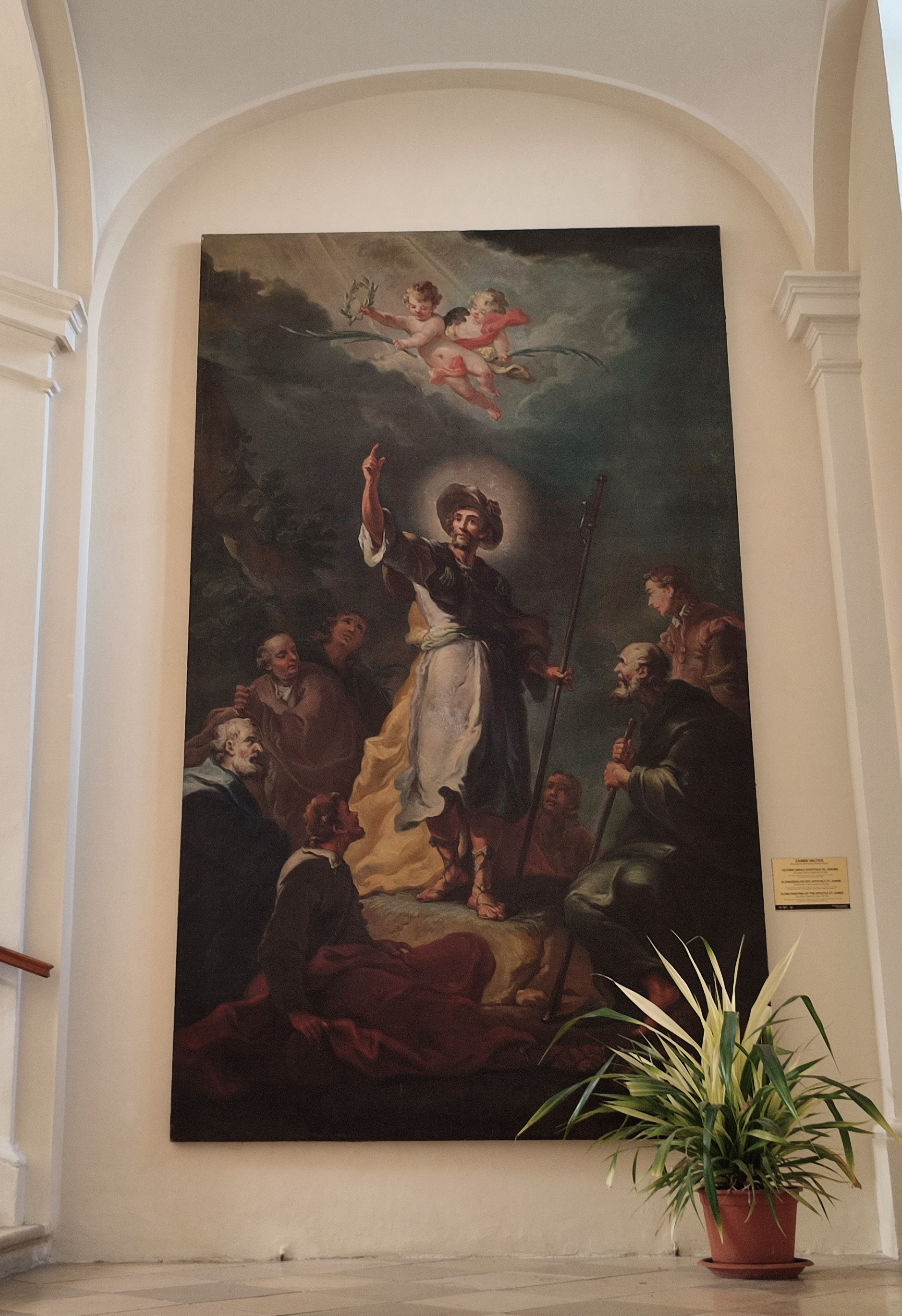
Friedrich August Brand: Oltářní obraz Svatý Jakub mezi poutníky, Vídeň 1761, přenesen do zámku Valtice

Nejstarší obraz hlavního oltáře není znám, nenamaloval jej Petr Brandl, jak se mylně tradovalo. Pozdně barokní obraz svatého Jakuba mezi poutníky objednal František Josef I. z Lichtenštejna roku 1761 u vídeňského malíře Fridricha Augusta Branda. Při regotizaci zámeckého kostela po polovině 19. století byl barokní oltář zrušen a obraz odvezen do Valtic, kde je po restaurování vystaven ve vstupním křídle zámku na podestě schodiště prvního patra návštěvnické trasy.
- Novogotický křídlový oltář se středním obrazem Svaté Rodiny od malíře Franze Ittenbacha (1813–1879), představitele düsseldorfské skupiny nazarénů, podle signatury s letopočtem pochází z roku 1861.[2]
- Boční oltáře: svatého Peregrina a Panny Marie mají obrazy od Franze Ittenbacha a sochy ve dřevě řezal Vincenz Pilz.
- Kazatelnu zhotovil Franz Reidinger.
- Všechny tři oltáře, kazatelna, velká zpovědnice i mřížka oddělující kněžiště mají bohaté dřevořezby s rostlinnými motivy i soškami světců.
- Křížová cesta je tesaná z kamene a neobvykle zasazena do stěn. Dílo bratří Adolfa a Franze Anglerů z Vídně bylo dodáno roku 1856, je volnou replikou pozdně gotických reliéfů Adama Krafta z Norimberka.
- Varhany, zvony a gotická reliéfní dřevořezba Smrt Panny Marie pocházejí ze zbořeného kostela.